# Rick Moody
Pour les articles homonymes, voir Moody.
Œuvres principales
- Tempête de glace
- Purple America
- À la recherche du voile noir

Rick Moody, né Hiram Frederick Moody III le 18 octobre 1961 à New York, est un écrivain américain et auteur de nouvelles, surtout connu pour son roman publié en 1994, Tempête de glace, adapté au cinéma par Ang Lee sous le titre Ice Storm. Il vit à Brooklyn

## Biographie
Rick Moody grandit dans différentes villes banlieues du Connecticut comme Darien et New Canaan, qui deviendront les principaux décors de ses romans avec New York. Il fait des études secondaires à la St Paul's School puis à l'université Brown et enfin à l'université Columbia d'où il obtient un Master of Fine Arts en 1986.
Des problèmes psychologiques, et d'alcool l'amènent à faire un séjour dans un hôpital psychiatrique du Queens. Cet épisode de sa vie est raconté dans À la recherche du voile noir qui contient de nombreuses parties autobiographiques : sa rencontre avec une jeune femme alcoolique, son internement volontaire en psychiatrie, sa toxicomanie, ses tendances dépressives et ses phobies.  Il la relie avec l'histoire de son ancêtre Joseph Moody, qui inspira à Nathaniel Hawthorne Le Voile noir du pasteur. Il considère que « la généalogie est un rêve, comme la famille ... la dissimulation est essentielle à l’identité... les livres de mémoires sont des fictions, des narrations construites, des Bildungsromane, tout comme de nombreuses fictions sont des mémoires voilées. »
Il a également enseigné à l'Université d'État de New York à Purchase.

## Œuvre

### Romans
- 1992 : Garden State (non traduit en français)
- 1994 : Tempête de glace (The Ice Storm)
- 1997 : Purple America
- 2002 : À la recherche du voile noir (The Black Veil: A Memoir with Digressions)
- 2005 : Le Script (The Diviners)
- 2010 : The Four Fingers of Death (non traduit en français)
- 2015 : Hôtels d'Amérique du Nord (Hotels of North America)

### Recueils de nouvelles
- 1995 : L'Étrange Horloge du désastre (The Ring of Brightest Angels Around Heaven)
- 2001 : Démonologie (Demonology)